# Венді Брюстер
Венді Розамунд Брюстер (англ. Wendy Rosamond Brewster; 24 травня 1966 — 24 липня 2023)— професор акушерства та гінекології, була директором Центру досліджень жіночого здоров'я в Університеті Північної Кароліни в Чапел-Гілл.

## Молодість й освіта
Брюстер народилася та виросла у Гаяні. У шість років вона зрозуміла, що хоче бути лікарем. Вивчала математику й іспанську мову у Ратґерському університеті. Брюстер вивчала медицину в Каліфорнійському університеті в Лос-Анджелесі. Спеціалізувалася у гінекологічній хірургії й онкології. Брюстер була стипендіатом Каліфорнійського університету в Ірвайні, де вона працювала у галузі гінекологічної онкології. Протягом першого року стипендії вивчала показники тих, хто пережив рак молочної залози і розвивається нова первинна пухлина. Працювала над покращенням лікування онкологічних захворювань, дослідження, яке сприяло отриманню її докторського ступеня з епідеміології у 2000 році.

## Дослідження та кар'єра
Свою незалежну наукову кар'єру Брюстер розпочала у Каліфорнійському університеті в Ірвайні, де вивчала групи населення, які перебували під загрозою невідповідного лікування раку та його наслідків. Вона розглянула, як стандарт медичного обслуговування впливає на результати лікування людей з раком шийки матки, і продемонструвала, що дисплазію шийки матки можна вилікувати за один візит, подолавши ризики пов'язані з лікуванням груп високого ризику. Брюстер очолювала програму Національного інституту раку: за нею жінки з низьким рівнем доходу проходили обстеження на рак шийки матки, що покращило лікування та показники подальшого спостереження. У 2007 році вона стала директором програми онкологічних стипендій університету.
У 2008 році Брюстер приєдналася до Університету Північної Кароліни в Чапел-Гілл, де її призначили директором Центру досліджень жіночого здоров'я. Вона виявила бактерії в жіночих яєчниках і фаллопієвих трубах, частині статевого тракту, яка раніше вважалася стерильною. Брюстер також показала, що у жінок з раком яєчників популяція бактерій відрізняється від популяції жінок без раку, що вказує на те, що ці бактерії можуть впливати на прогресування раку. Вона очолювала Комітет з профілактики та боротьби з раком.

### Вибіркові праці
Серед її публікацій:
- Association between endometriosis and risk of histological subtypes of ovarian cancer: a pooled analysis of case–control studies[11]
- A genome-wide association study identifies susceptibility loci for ovarian cancer at 2q31 and 8q24[12]
- Diabetic neuropathy, nerve growth factor and other neurotrophic factors[13]

## Смерть
Померла у Беллєрі від раку підшлункової залози у віці 57 років.